# Богаевский, Николай Венедиктович
Никола́й Венеди́ктович Богае́вский (1843—1912) — русский военный инженер, участник Среднеазиатских походов, член Военного совета, инженер-генерал.

## Биография
Николай Богаевский родился 6 февраля 1843 году. Воспитывался в 1-м кадетском корпусе; 13 июня 1862 произведён в подпоручики по сапёрным батальонам с прикомандированием к Николаевской инженерной академии, откуда в 1864 году был выпущен в военные инженеры.
В 1865 году назначен в Туркестан в отряд генерала Черняева, в 1866 году участвовал в походе Д. И. Романовского на Джизак через Голодную степь и в бою под Ирджаром, где была разбита армия бухарского эмира Музаффара, а затем — при осаде укреплённого города Ходжента, взятого штурмом; за отличие в кампании 1867 года награждён орденами св. Станислава 3-й степени с мечами и бантом и Святого Владимира 4-й степени.
В 1868 году участвовал в экспедиции к горам Нуратын-тау и, по занятии этих гор — в походе на Самарканд, в бою на Чапан-Атинских высотах при переходе р. Зеравшан и занятии Самарканда. Когда генерал К. П. Кауфман увёл основные силы армии к Зерабулаку, Богаевский остался в составе Самаркандского гарнизона и был одним из участников восьмидневной обороны Самаркандской цитадели от восставших жителей и войск шахрисябзских беков Джура-бия и Баба-бия, был ранен пулей в бок; за отличие в военных действиях против Бухарского ханства в 1869 году награждён орденом св. Станислава 2-й степени.
В 1870 году Николай Венедиктович Богаевский участвовал в экспедиции А. К. Абрамова в верховья Заравшана и в штурме городов Шаар и Китаб в Шахрисябзском оазисе, за грамотное руководство осадными работами был награждён золотым оружием с надписью «за храбрость» и произведён в подполковники (16 марта). 21 января 1874 года за отличие произведён в полковники.
В 1875—1876 годах находился в экспедиции с генералом В. Н. Троцким в Кокандское ханство, в бою под Махрамом и был в составе отряда М. Д. Скобелева при занятии Намангана; за этот поход награждён орденом св. Владимира 3-й степени с мечами. В 1878 году сопровождал генерала Кауфмана в поездке для осмотра границы с Афганистаном, за составление инженерного описания границы получил бриллиантовый перстень с вензелем императора Александра II.
В 1880 году был переведён из Ташкента в Верный в подчинение генералу Г. А. Колпаковскому, которым был послан в Кульджу в состав оккупационного отряда, где находился вплоть до сдачи в 1882 году восточной части Илийского края китайскому правительству.
4 марта 1881 года Богаевский был произведён в генерал-майоры со старшинством на основании Манифества 18 февраля 1762 года (впоследствии установлено с 8 апреля 1884 года) и 20 сентября 1882 года назначен начальником инженеров Одесского военного округа. 30 августа 1894 года произведён в генерал-лейтенанты, 9 сентября того же года назначен начальником 34-й пехотной дивизии, а 21 июня 1899 года переведён на пост коменданта Новогеоргиевской крепости. В 1903 году ему был пожалован орден Святого Александра Невского, а 6 декабря 1904 года Богаевский получил чин инженер-генерала.
21 марта 1906 года Богаевский был назначен помощником командующего войсками Одесского военного округа и в условиях первой русской революции с 27 июля 1906 года по 20 апреля 1907 года был одновременно временным генерал-губернатором Южного горно-заводского района с центром в Юзовке.
12 апреля 1908 года Богаевский был назначен членом Военного совета и оставался в этой должности до конца жизни.
Николай Венедиктович Богаевский скончался 12 сентября 1912 года в Женеве, находясь в заграничном отпсуке. Похоронен на фамильном кладбище в Новочеркасске.
В военно-технической литературе известно исследование Н. В. Богаевского о строительных материалах Туркестанского края, напечатанное в «Инженерном журнале».
Брат Николая Венедиктовича Иван Венедиктович Богаевский дослужился до чина генерала от инфантерии, был временным генерал-губернатором Белостока во время известного погрома и начальником 16-й пехотной дивизии.

## Награды
За свою службу Богаевский был удостоен многочисленных орденов, в их числе:
- Орден Святого Станислава 3-й степени с мечами и бантом (1867 год)
- Орден Святого Владимира 4-й степени (1867 год)
- Орден Святого Станислава 2-й степени (1869 год; императорская корона к этому ордену пожалована в 1872 году)
- Золотое оружие «За храбрость» (1870 год)
- Орден Святого Владимира 3-й степени с мечами (1876 год)
- Орден Святого Станислава 1-й степени (1883 год)
- Орден Святой Анны 1-й степени (1886 год)
- Орден Святого Владимира 2-й степени (1893 год)
- Орден Белого орла (1898 год)
- Орден Святого Александра Невского (6 декабря 1903 года; бриллиантовые знаки этого ордена пожалованы 6 декабря 1909 года)